# Piramide del Louvre
La Piramide del Louvre è una piramide in vetro e metallo che funge da atrio al Museo del Louvre, a Parigi.
L'opera, commissionata dal presidente François Mitterrand nel 1983, è stata progettata dall'architetto Ieoh Ming Pei ed è stata inaugurata il 4 marzo 1988.

## Storia
Il 24 settembre 1981, il presidente François Mitterrand annunciò di volere destinare un'ulteriore parte del palazzo del Louvre, occupata dal ministero delle finanze, a museo. Nell'ottobre 1982 Émile Biasini venne nominato direttore del progetto Grand Louvre, all'interno del più ampio progetto delle Grandes opérations d'architecture et d'urbanisme. François Mitterrand scelse l'architetto Ieoh Ming Pei per la realizzazione di un nuovo ingresso del museo in modo da facilitare l'accesso dei turisti: questo accetterà l'incarico nel 1983.
L'idea di Ieoh Ming Pei fu quella di costruire una piramide al centro del cortile di Napoleone che servisse da atrio luminoso, con una forma del tutto in contrasto con gli edifici circostanti: il progetto venne presentato il 21 giugno 1983 e definitivamente approvato nel 1984. Probabilmente l'architetto si è rifatto a due precedenti progetti di realizzazione di una piramide al Louvre: uno presente in un opuscolo di Bernard-François Balssa, padre di Honoré de Balzac, del 1809 e un altro presentato per la celebrazione del primo centenario della Rivoluzione francese nel 1889.
La Piramide del Louvre venne costruita tra il 1985 e il 1989: durante la sua costruzione non mancarono polemiche riguardanti soprattutto il suo aspetto, contrastante con gli edifici circostanti. Venne inaugurata il 4 marzo 1988 da François Mitterrand mentre l'apertura al pubblico avvenne il 1º aprile 1989 a seguito del taglio del nastro da parte del presidente.

## Descrizione
La piramide ha una struttura in acciaio di 95 tonnellate e un telaio in alluminio di 105 tonnellate. È ricoperta da 603 quadrati e 70 triangoli di vetro dallo spessore di 23 millimetri, tenuti insieme da 6 000 barre e 200 000 nodi: l'intera strutturata ha un peso di duecento tonnellate. Ha un'altezza di poco meno di 22 metri mentre la base, a pianta quadrata, è di circa 35 metri, con un'area di 1 254 metri quadrati. Nonostante le polemiche sulla sua costruzione, è diventata all'inizio del XXI secolo l'opera più apprezzata del museo dopo la Gioconda e la Venere di Milo. Intorno alla piramide ne sono presenti tre copie più piccole, dell'altezza di cinque metri. All'interno del Carrousel du Louvre è presente la Pyramide Inversée.
Al momento della costruzione l'architetto ha preteso che il vetro fosse più trasparente possibile: tuttavia sorgevano diversi problemi come l'ingiallimento degli stessi alla luce del Sole o il maggiore assorbimento di luce a causa delle impurità contenute nel vetro. La vetreria fornitrice ha ovviato ai problemi con un vetro float, fatto in forni elettrici utilizzando grafite e molibdeno.
La piramide ha un totale di 673 pannelli di vetro, numero vicino a 666: nelle interpretazioni esoteriche il 666 è, nell'Apocalisse di Giovanni, il Numero della Bestia. Questa polemica è stata ripresa nel 2003 con l'uscita del romanzo Il codice da Vinci di Dan Brown.

## Estetica e dibattito sul disegno
La costruzione della piramide impiegò diversi anni di dibattito estetico e politico. Le critiche si estesero essenzialmente in quattro macroaree:
1. L'eccessivo contrasto tra lo stile moderno della piramide e il contorno di edifici in stile rinascimentale francese
2. Il ruolo della figura della piramide come simbolo funebre nell'antico Egitto
3. Il progetto giudicato "megalomane" proposto dall'allora presidente francese François Mitterrand
4. La scarsa familiarità dell'architetto sino-americano I.M. Pei con la cultura e l'architettura francese, incaricato di progettare un monumento per uno dei luoghi simbolo di Parigi.[4]

Quanti ne criticarono il lato estetico definirono la costruzione della piramide un "sacrilegio" anteporla alla maestosità dell'architettura classica del Louvre e un'intrusione anacronistica di un simbolo egiziano nel bel mezzo di Parigi. A livello politico, il dibattito portò a definire l'opera La pyramide du pharaon François ("La piramide del faraone François [Mitterrand]"). Scrivendo un articolo su The Nation, Alexander Cockburn ridicolizzò il progetto di Pei, volto secondo gli intenti a facilitare l'ingresso dei visitatori al museo: "Ciò che Pei voleva realmente comunicare è un pensiero fin de siècle, ovvero il fatto che le istituzioni pubbliche abbisognano di un loro spazio (...) dove le persone più ricche possano assemblarsi per tenere dei cocktail parties, dei banchetti e altre simili funzioni [...]." Alcuni ritennero fermamente che l'edificio fosse essenzialmente fuori luogo.
In fase di disegno, venne proposto di includere una scala a spirale che consentisse di semplificare le operazioni di pulizia dei vetri di cui la piramide è composta, ma Pei si oppose e questa proposta venne scartata.